# Eutima sapinhoa
Eutima sapinhoa is een hydroïdpoliep uit de familie Eirenidae. De poliep komt uit het geslacht Eutima. Eutima sapinhoa werd in 1975 voor het eerst wetenschappelijk beschreven door Narchi & Hebling. 